# Lasioglossum minutissimum
De Lasioglossum minutissimum (tên tiếng Anh: ingesnoerde groefbij) là một loài Hymenoptera trong họ Halictidae. Loài này được Kirby mô tả khoa học năm 1802.